# Agua subterránea en Marte

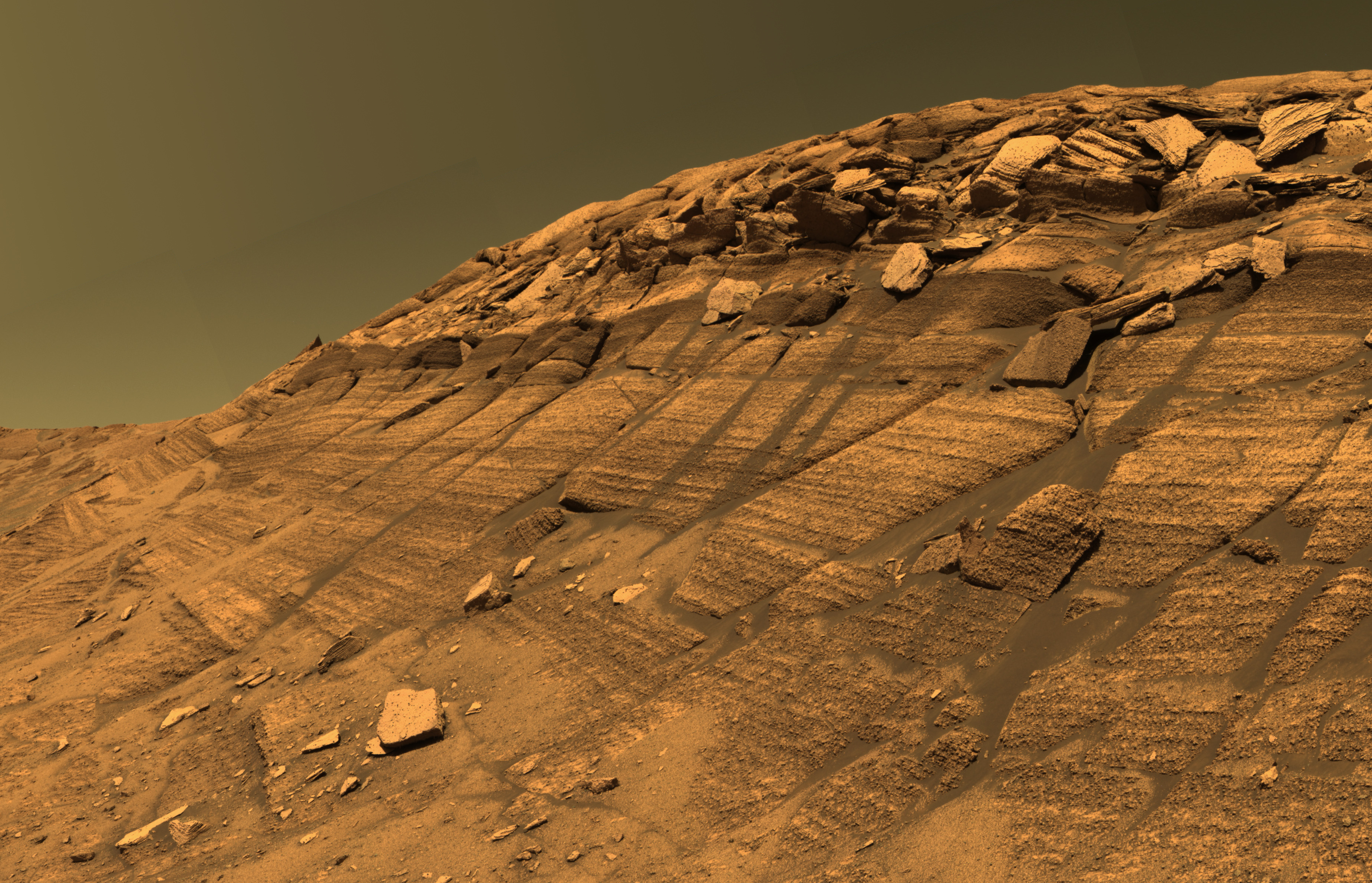
Se cree que la preservación y cementación de la estratigrafía de dunas eólicas en Burns Cliff en el cráter Endurance estuvo controlada por el flujo de aguas subterráneas poco profundas.

Durante épocas pasadas, hubo lluvia y nieve en Marte; especialmente en las épocas iniciales del Noeico y Hespérico. Algo de humedad entró en el suelo y formó acuíferos. Es decir, el agua se metió en el suelo, se filtró hasta que alcanzó una formación que no le permitiría penetrar más (esta capa se llama impermeable). Luego se acumuló agua formando una capa saturada. Es posible que todavía existan acuíferos profundos.

## Resumen
Los investigadores han descubierto que Marte tenía un sistema de agua subterránea en todo el planeta y varias características prominentes en el planeta han sido producidas por la acción del agua subterránea. Cuando el agua subió a la superficie o cerca de la superficie, se depositaron varios minerales y los sedimentos se cementaron. Algunos de los minerales eran sulfatos que probablemente se produjeron cuando el agua disolvió el azufre de las rocas subterráneas y luego se oxidó cuando entró en contacto con el aire. Mientras viajaba a través del acuífero, el agua pasó a través de la roca ígnea basalto, que habría contenido azufre.
En un acuífero, el agua ocupa un espacio abierto (espacio poroso) que se encuentra entre las partículas de roca. Esta capa se expandiría y finalmente llegaría a estar debajo de la mayor parte de la superficie marciana. La parte superior de esta capa se llama nivel freático. Los cálculos muestran que el nivel freático de Marte estuvo durante un tiempo a 600 metros por debajo de la superficie.
El módulo de aterrizaje InSight descubrió en septiembre de 2019 pulsos magnéticos inexplicables y oscilaciones magnéticas consistentes con un depósito existente de agua líquida en todo el planeta en las profundidades subterráneas.
Los investigadores han concluido que en el cráter Gale se han experimentado muchos episodios de aumento de las aguas subterráneas con cambios en la química del agua subterránea. Estos cambios químicos sustentarían la vida.